# Allodromia multisetosa
Allodromia multisetosa är en tvåvingeart som beskrevs av Chillcott 1983. Allodromia multisetosa ingår i släktet Allodromia och familjen puckeldansflugor. Inga underarter finns listade i Catalogue of Life.